# Еталон змішаного ялицево-буково-смерекового насадження (Бистрицьке лісництво, кв. 23, вид. 13)
Еталон змішаного ялицево-буково-смерекового насадження — ботанічна пам'ятка природи місцевого значення. Об'єкт розташований на території Надвінянського району Івано-Франківської області, Бистрицьке лісництво, квартал 23, виділ 13.
Площа — 14,0000 га, статус отриманий у 1993 році.